# Choum (Mauritanie)
Pour les articles homonymes, voir Choum.
Choum est une ville et une commune du nord-ouest de la Mauritanie, située à proximité de la frontière avec le Sahara occidental, dans la région de l'Adrar. 

## Géographie
Lieux proches et remarquables : à 70 km à l'ouest, les monolithes de Ben Amira. Au nord, et près de la piste impériale passant à Atar vers Bir Moghreïn via F'Derick, à 25 km, l'ancien bordj (fort) français et le puits de Char. Choum est entouré des ergs Akchar et el Harch (IGN Port Etienne NF 28 1961).  
Lors du recensement de 2000, Choum comptait 2 735 habitants. 

## Économie

### Transport ferroviaire
Choum se trouve sur le parcours de la seule ligne de chemin de fer de Mauritanie, qui relie Zouerate au port de Nouadhibou. Un tunnel d'environ deux kilomètres a été percé dans la montagne en 1962, entrant et ressortant du même côté de celle-ci pour ne pas empiéter sur le territoire espagnol du Río de Oro (Sahara espagnol, actuel Sahara occidental). 
En 1991, et pour seulement quatre kilomètres, la voie ferrée a été reconstruite au pied de la montagne, dans la partie du Sahara occidental contrôlée par le front Polisario. Le tunnel a été abandonné. Ce tunnel a une pente forte et les motrices à plein régime, arrivant à l'entrée du tunnel à une vitesse de 60 km/h, en ressortaient à une vitesse de 5 km/h. 

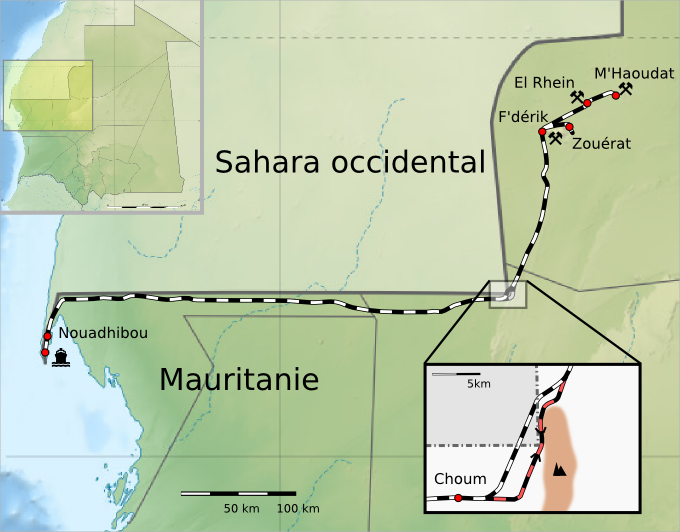
Choum sur la ligne ferroviaire.
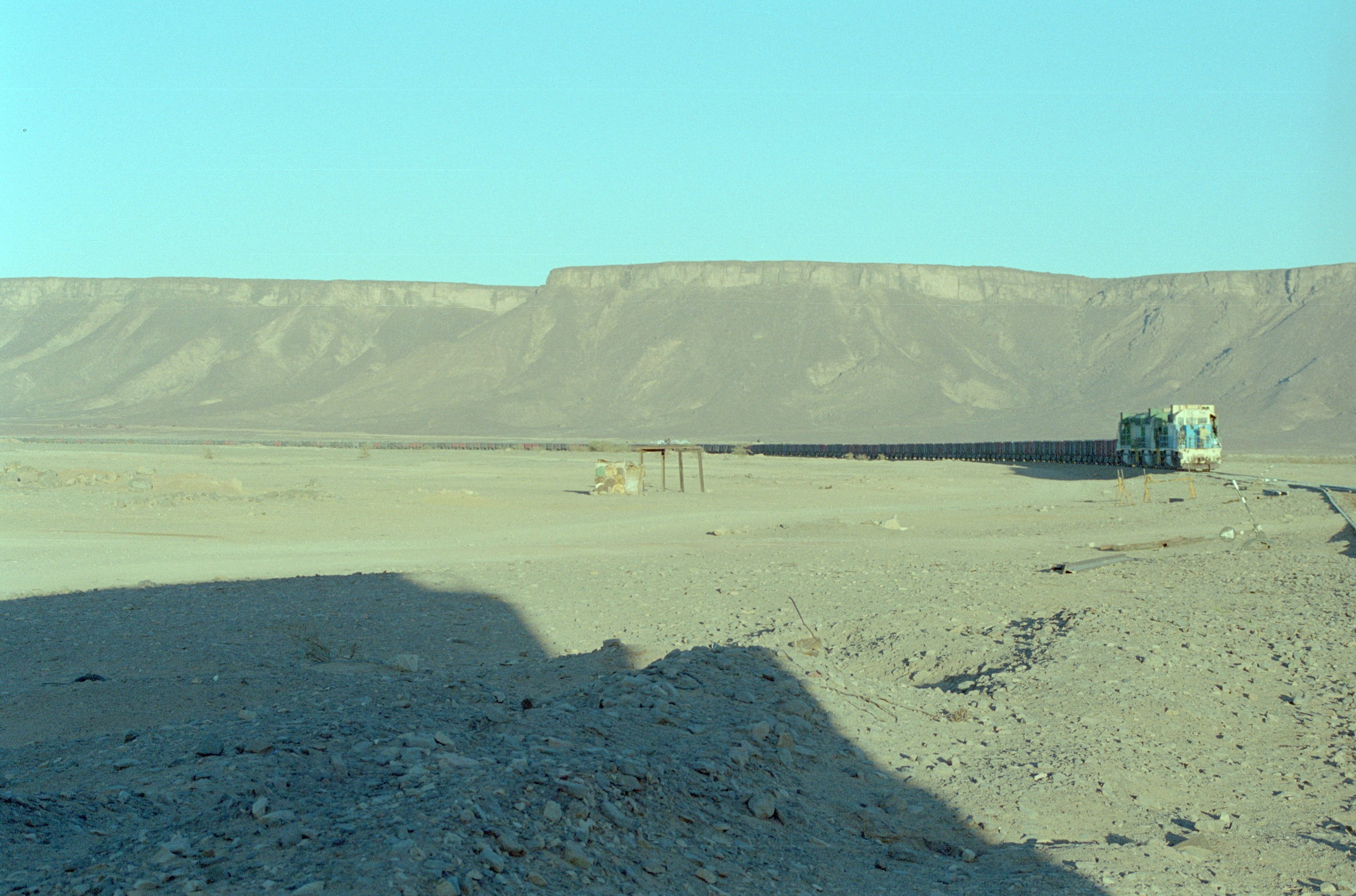
Vue du train depuis la gare.
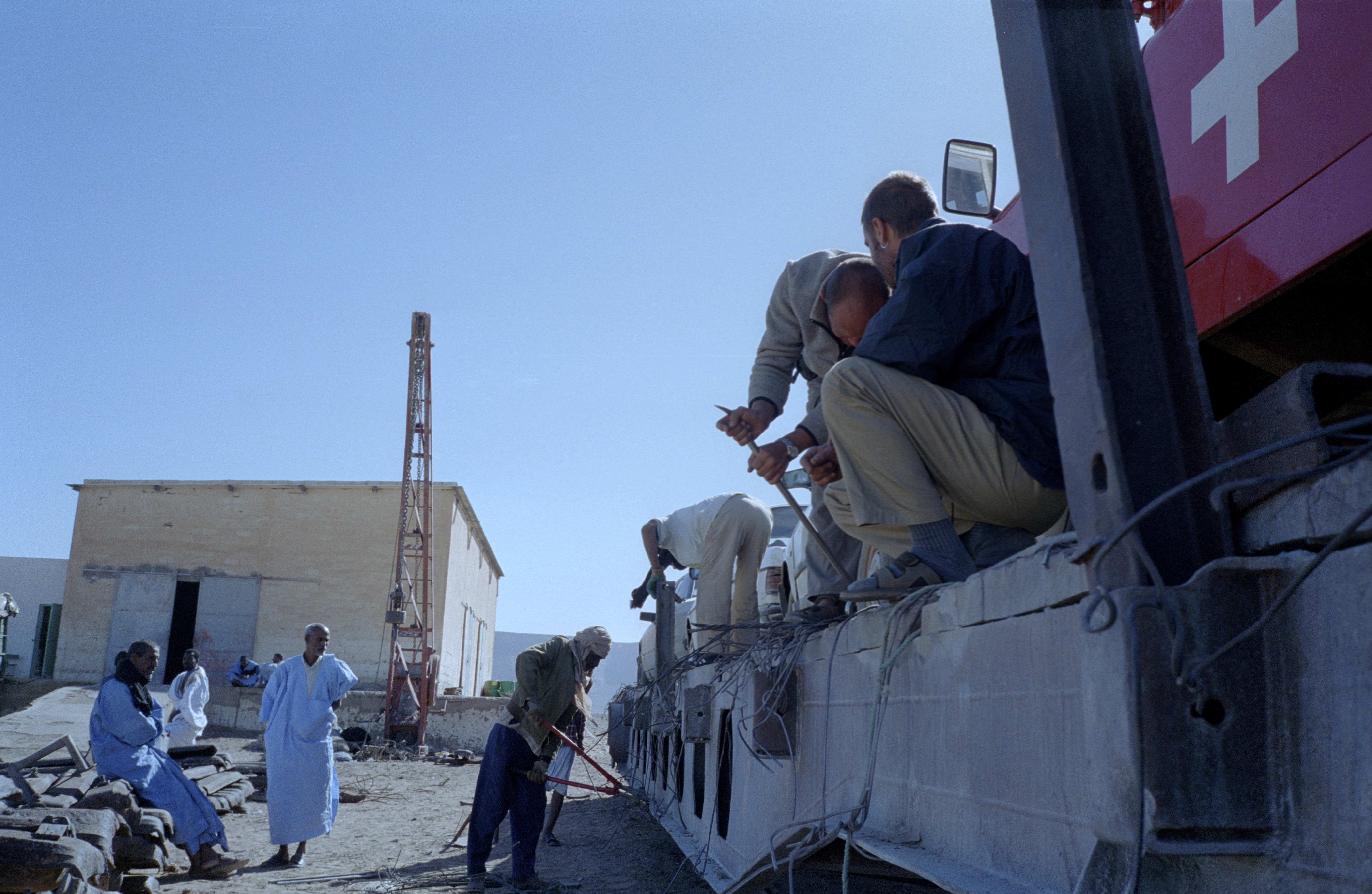
Maintenance d'un wagon à la gare.
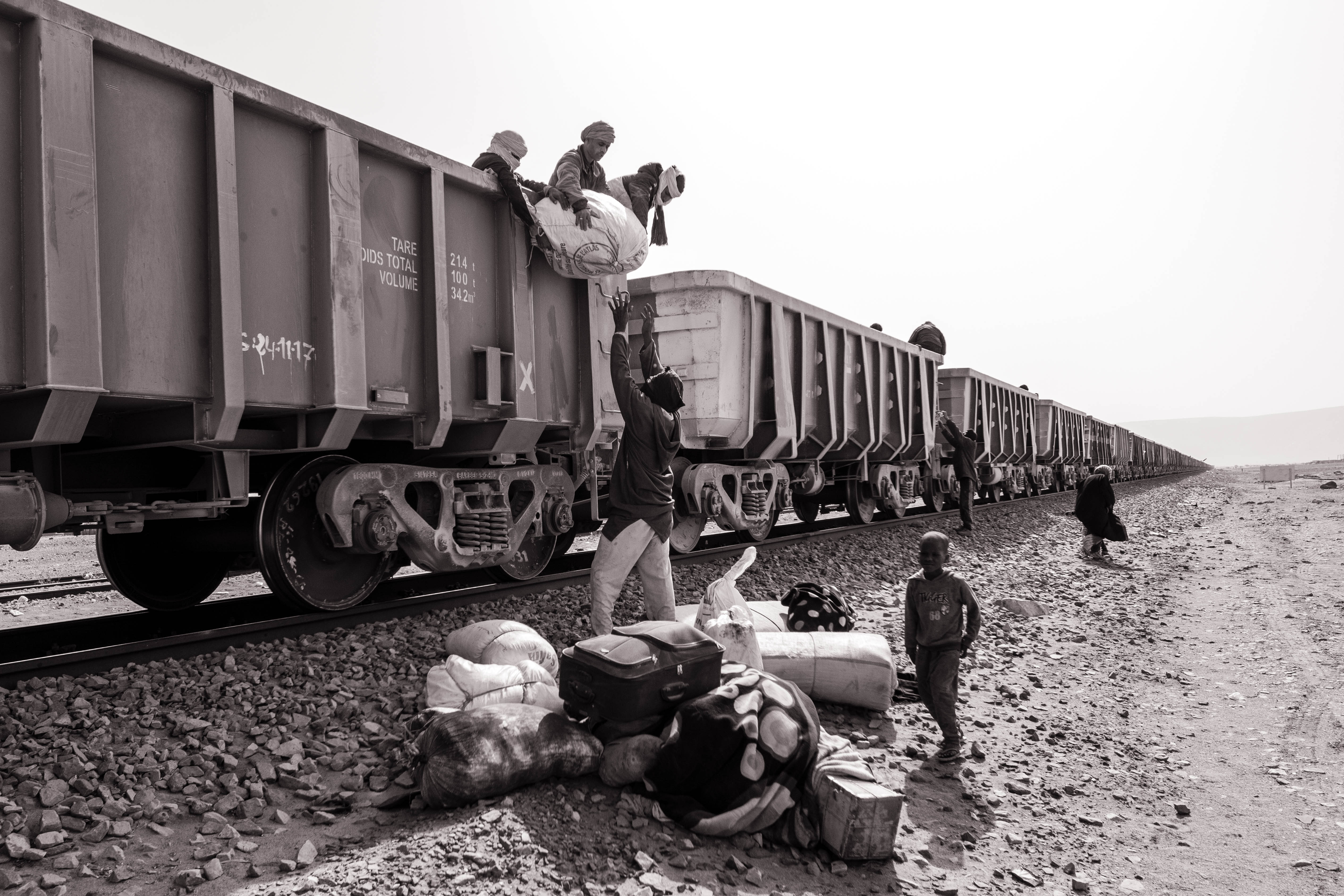
Voyageurs chargeant un wagon.
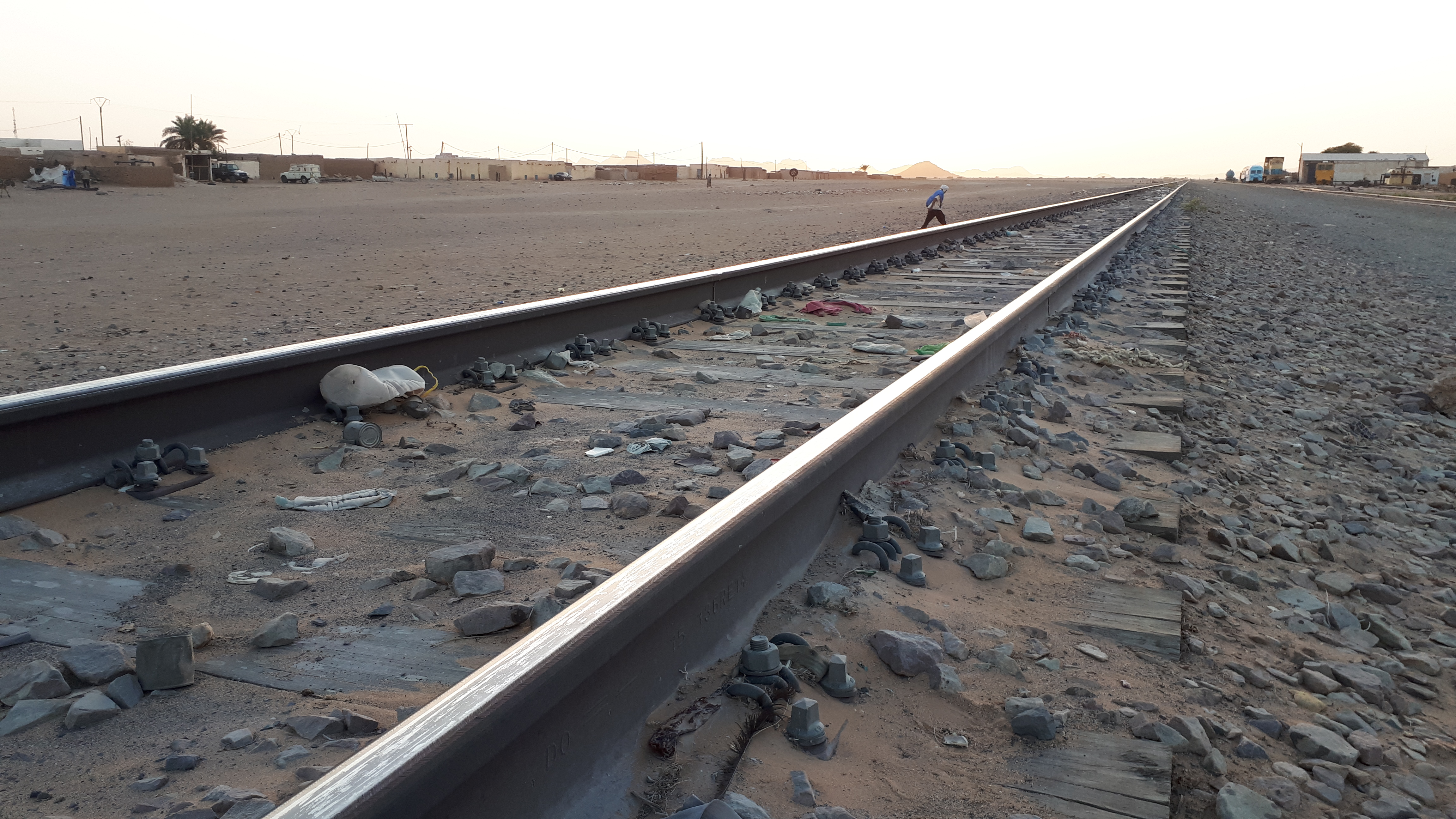
Rails.